# Falkenbach (Wolkenstein)
Falkenbach ist ein Ortsteil der sächsischen Stadt Wolkenstein im Erzgebirgskreis.

## Geografie

### Lage
Das einreihige Waldhufendorf Falkenbach liegt etwa 2,5 Kilometer südwestlich von Wolkenstein im Erzgebirge. Die Ortslage erstreckt sich über etwa 1,2 Kilometer entlang eines Baches, welcher nach Osten der Zschopau zufließt.
Im Nordwesten begrenzt das Heidelbachtal die Flur, im Osten bildet die Zschopau die natürliche Grenze.
Durch den Ort führt die Staatsstraße 222 beginnend an der Bundesstraße 101 Freiberg–Annaberg-Buchholz östlich des Ortes nach Geyer. Über eine Gemeindestraße besteht zudem Anschluss an Schönbrunn.

### Nachbarorte
| Drebach           |                                             | Schönbrunn  |
| Ehrenfriedersdorf | Kompassrose, die auf Nachbargemeinden zeigt |             |
| Neundorf          | Thermalbad Wiesenbad                        | Himmelmühle |

## Geschichte

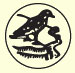
Wappen der ehemaligen Gemeinde

Die erste urkundliche Erwähnung als Falkenbach datiert auf den 8. April 1386. Markgraf Wilhelm I. von Meißen wies der Witwe Anargs von Waldenburg die Herrschaft Scharfenstein mit dazugehörigen Dörfern, darunter Falkenbach, als Witwensitz zu. Es wird angenommen, dass die Besiedlung bereits in der zweiten Hälfte des 12. Jahrhunderts erfolgte. Ende des 15. Jahrhunderts wurde im Falkenbacher Seidelgrund Amethyst fachmännisch abgebaut.
Mit der Reformation 1536/1537 kam Falkenbach zur Parochie Schönbrunn.
August Schumann nennt 1815 im Staatslexikon von Sachsen Falkenbach betreffend u. a.: 

„Es hat 37 Häuser, 245 Einwohner mit 127 Kühen und 310 Schafen, und eine Mühle mit 12 Einwohnern, (die Himmelsmühle.) Auf den Fluren dieses Dorfes wird, gleich wie zu Mildenau und Groß-Rückerswalde, vieler und guter Flachs erbaut, und die Einwohner betreiben damit einen beträchtlichen Handel nach der Lausitz, nach Böhmen, Nürnberg.“

Ab 1855 besaß Falkenbach eine eigene Schule, bis dahin wurden die Kinder im benachbarten Schönbrunn unterrichtet. Auf Falkenbacher Flur wurden angrenzend zu Wiesenbad 1861 und 1865 zwei Güter errichtet, damit entstand Hinterfalkenbach. 1913 wurde der Ort elektrifiziert, ein Gemeindeamt wurde 1926 gebaut. Seit 1927 wurden in der örtlichen Strumpffabrik Strumpfwaren gefertigt.
Zum 1. Januar 1956 wurde Himmelmühle zur neu gebildeten Gemeinde Thermalbad Wiesenbad umgegliedert.
Am 1. Januar 1999 erfolgte der Zusammenschluss der bis dahin eigenständigen Gemeinden Falkenbach, Gehringswalde, Hilmersdorf und Schönbrunn mit der Stadt Wolkenstein, Falkenbach wurde ein Ortsteil von Wolkenstein.

## Entwicklung der Einwohnerzahl
| Jahr | Einwohnerzahl                                      |
| ---- | -------------------------------------------------- |
| 1551 | 27 besessene Mann, 16 Inwohner, 9 ¾ Hufen          |
| 1764 | 18 besessene Mann, 10 Gärtner, 3 Häusler, 12 Hufen |
| 1834 | 309                                                |
| 1871 | 574                                                |
| 1890 | 678                                                |

| Jahr | Einwohnerzahl |
| ---- | ------------- |
| 1910 | 655           |
| 1925 | 585           |
| 1939 | 661           |
| 1946 | 759           |
| 1950 | 1451          |

| Jahr | Einwohnerzahl |
| ---- | ------------- |
| 1964 | 548           |
| 1990 | 483           |
| 1998 | 486           |